# إستر كوساني
إستر كوساني (Ester Cosani) اسمها الحقيقي "ريتا كوزاني سولوجورن"(Rita Cosani Sologuren) .ولدت في 24 ديسمبر 1914 -وتوفيت في مارس 2001.هي كاتبة ومصورة تشيلية. استخدمت لقب إستر كوساني كاسم مستعار، أصبحت معروفة بأنها واحدة من قادة أدب الأطفال في وقت مبكر في تشيلي من خلال أعمالها نشرت في أواخر عام 1930 وأوائل عام 1940.

## المهنة
بدأ عمل كوساني كرسامة كاريكاتير لمجلة إل كوليجيال(El Colegial). وشاركت في وقت لاحق في صياغة ميثاق تحالف الرسم التشيلي، الذي وقعت عليه في عام 1941، جنبا إلى جنب مع الرسامين كارمن إيسود( Carmen Eysaud)،و إليزابيث ويلكنس(Elizabeth Wilkens)، وإيلينا بويريه( Elena Poirier).
في عام 1951 حصلت على جائزة المدير للمسرح الوطني لعملها لا كاسا دي لاس راتاس.La casa de las ratas؛ وأديع أيضا برنامج إذاعي للأطفال يدعى لا كاجيتا دي موسيكاLa cajita de música؛.؛

## أعمالها
- Leyenda de la quena )1938)
- Leyendas de la vieja casa )1938)
- Para saber y contar )1939)
- Las desventuras de Andrajo )1942)
- Cuentos a Pelusa )1943)
- La casa de las ratas )1943)
- Cuentos a Beatriz )1957)
- Una historia de ángeles )1957)
- Rimas )1994)
- Cuentos de Tocorí de la Sierra )1995)